# Oberonia merapiensis
Oberonia merapiensis är en orkidéart som beskrevs av Rudolf Schlechter. Oberonia merapiensis ingår i släktet Oberonia och familjen orkidéer. Inga underarter finns listade i Catalogue of Life.